# Symbel

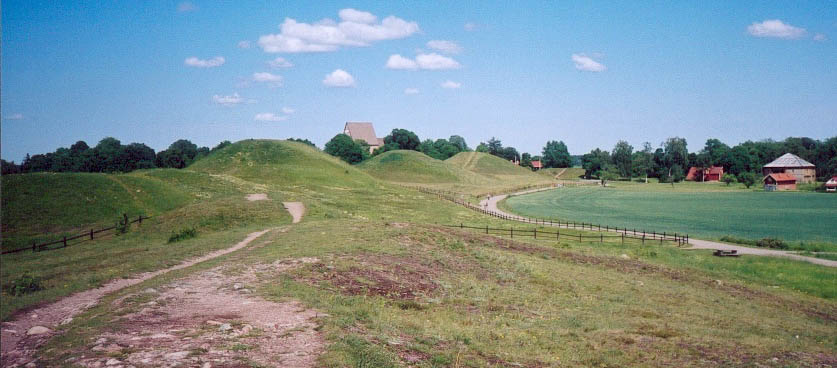
Gamla Uppsala : selon Adam de Brême, le vieil Upsal était le centre du paganisme des Suédois et à cet endroit se serait trouvé un temple païen où les rois sacrifiaient aux divinités nordiques.

Le symbel (en vieil anglais) ou sumbl (en vieux norrois) est un rite d’inspiration traditionnelle autrefois nommé drekka mini (« boire à la mémoire de ») dans lequel une boisson est passée d’une personne à l’autre d’une assemblée réunie en cercle.

## Description
Les libations rituelles faisaient partie de toutes les festivités du monde scandinave. Selon un rituel précis, une bière spécialement brassée est consommée. Dans la saga d'Egill, fils de Grímr le Chauve, on spécifie que la boisson la plus prisée reste le Mungát, une bière forte à laquelle on a ajouté du miel. Cette même saga mentionne qu’on doit faire circuler dans la salle une corne à boire en prenant chacun une gorgée. Cette opération se nomme sveitardrykkja, c’est-à-dire une gorgée à tour de rôle. On s’assoit souvent deux par deux selon un tirage au sort, puisqu’on faisait confiance par-dessus tout aux arrêts du destin. Il est convenu de s’assoir en couple, souvent homme et femme. Chacun doit vider la moitié de sa corne et si quelqu’un manque à boire sa ration, il peut en résulter de chaudes disputes. Si quelqu’un veut davantage prouver sa valeur, il peut s’il le désire boire la corne au grand complet.
La saga de Snorri le Godi, on mentionne que la bière est la boisson obligée de toutes les festivités et que son pouvoir et sa valeur sacrée ne font pas de doute. De plus, on mentionne qu’on doit porter un toast avant de boire et que lors de ces soirées, il n’était pas question de ne pas s’enivrer. Par ailleurs, cette même saga mentionne qu’à chaque fête, il convient de boire une nouvelle bière brassée selon une opération magique avec des rites précis. Le moment idéal pour brasser la bière reste Jól, d’après les anciens textes.
La saga de Glúmr le Meurtrier, détaille les différentes façons de boire la bière. Tout d’abord, il faut se servir d’une corne généralement ornée. On passait cette dite corne de l’un à l’autre ou bien en zigzaguant entre les bancs se faisant face. Le maître de la maison prononce des paroles sacrées sur la corne avant de la faire circuler. D’après cette saga, il existe trois façons de boire : « sveitardrykkja » (boire une seule gorgée à tour de rôle), « tvímenningr » (boire en couple chacun une moitié de corne) et « einmenningr » (boire seul la corne en entier).